# Prometeo liberado

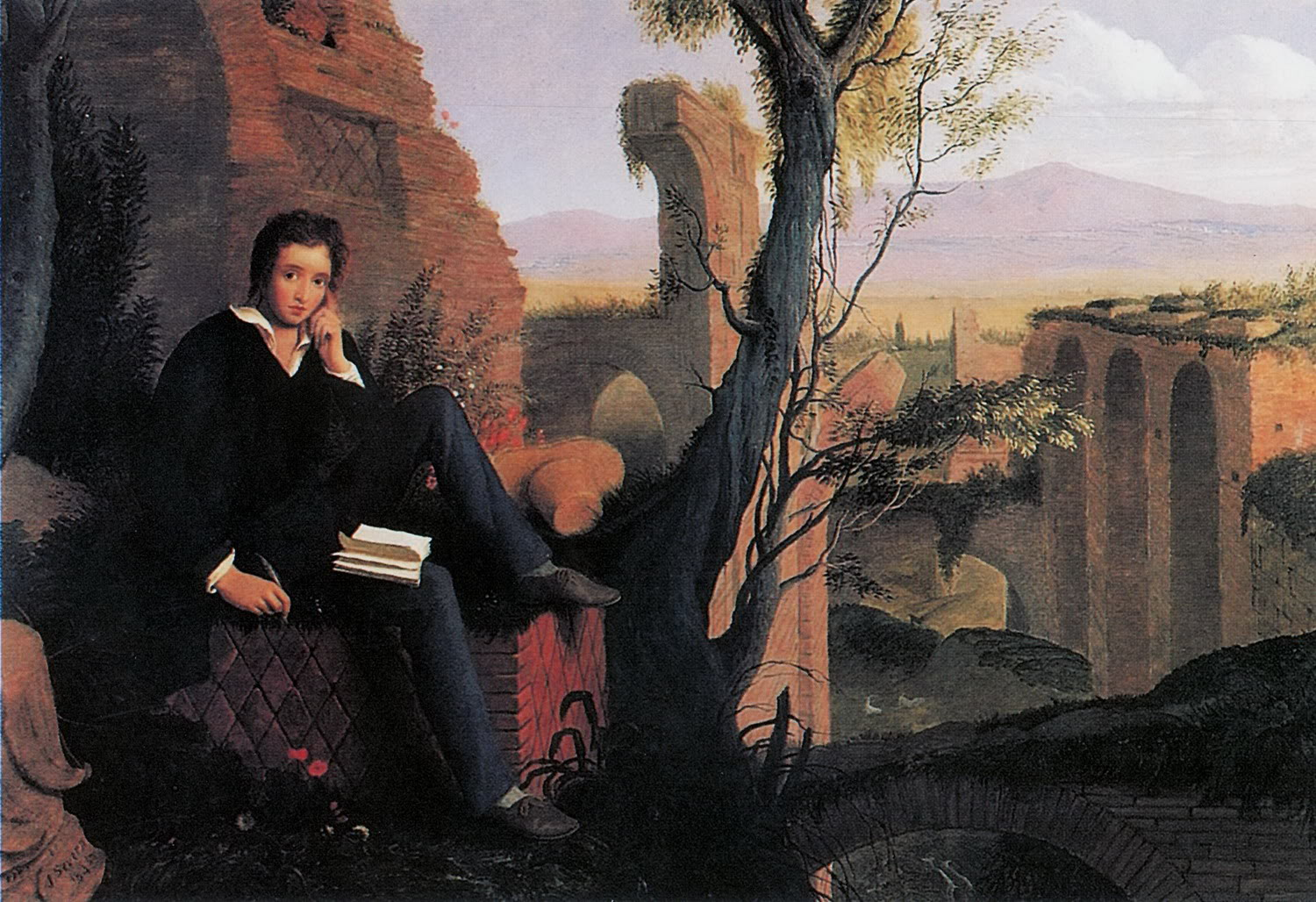
Retrato póstumo de Shelley escribiendo Prometeo liberado. Óleo de Joseph Severn (1845) en la casa-museo Keats-Shelley Memorial House de Roma.

Prometeo liberado (título original en inglés: Prometheus Unbound) es un drama lírico en cuatro actos de Percy Bysshe Shelley. Publicada en 1820, trata del sufrimiento de Prometeo, quien desafía a los dioses para devolverles el fuego a los humanos, por lo cual Zeus le condena al castigo eterno. La obra de Shelley está inspirada en Prometheia, una trilogía atribuida al dramaturgo griego Esquilo (525 a. C.-456 a. C.). Sin embargo, a diferencia de la versión de este, en la obra de Shelley no hay una reconciliación entre Prometeo y Júpiter (Zeus).
El propio Shelley consideraba esta obra su mejor poema.
Al igual de otras muchas obras de Shelley y sus contemporáneos, y típico del género de la poesía romántica, fue concebida como un closet drama, es decir, no estaba destinada a la representación ante un público sino para la lectura íntima o, como mucho, ser leída ante un grupo reducido. En su prólogo, Shelley afirma haber escrito la mayor parte de esta obra en las Termas de Caracalla.
La primera mención de la obra es en una carta de Mary Shelley, con fecha de 5 de septiembre de 1818, en la cual refiere a que su marido está escribiendo la obra. El día 22 del mismo mes, el propio Shelley escribe desde Padua, pidiendo a su esposa, que se encontraba en Este, que le traiga «Las hojas de Prometeo liberado las encontrarás, enumeradas de una a veintiséis, en la mesa del pabellón».
Aunque la muerte de su hija Clara, el día 24 de septiembre, le obligará a viajar a Roma y a Nápoles, en octubre Shelley escribe en una carta a Thomas Love Peacock que ha completado «el primer acto de un drama lírica y clásica que se llamara Prometeo liberado». El 6 de abril de 1819, vuelve a escribirle a Peacock, para comentarle que «Acabo de terminar mi Prometeo liberado, y lo enviaré dentro de uno o dos meses». Sin embargo, la muerte de su hijo William Shelley el 7 de junio le obliga a aplazar sus planes.
Finalmente, el 6 de septiembre de 1819, Shelley escribió a sus editores, Charles y James Ollier, para informarles que «Les haré llegar pronto para su publicación mi Prometheus, que terminé hace mucho tiempo».